# Torneo Clausura 2022 (Nicaragua)
El Torneo Clausura 2022 fue la edición 98.ª del campeonato de liga de la Primera División del fútbol nicaragüense.

## Sistema de competición
El torneo de la Liga Primera está conformado en tres partes:
- Fase de clasificación: 10 equipos juegan todos contra todos a dos vueltas durante 18 jornadas. Primer y segundo lugar clasifican directamente a semifinales. Del tercero al sexto lugar disputan repechaje.

En la etapa regular se observará el sistema de puntos. La ubicación en la tabla general está sujeta a lo siguiente:
- Por juego ganado se obtendrán tres puntos.
- Por juego empatado se obtendrá un punto.
- Por juego perdido no se otorgan puntos.

En esta fase participan los 10 clubes de la Liga Primera jugando en cada torneo todos contra todos durante las 18 jornadas respectivas, a visita recíproca.
- Repechaje: Se juega a un solo partido de acuerdo a las posiciones de la Etapa Regular: 3.º vs 6.º y 4.º vs 5.º, siendo locales los equipos ubicados en el Tercer y Cuarto puesto. El ganador de cada partido avanza a Semifinales, en caso de empate los equipos locales obtienen el pase.
- Fase final: Se juega a visitas recíprocas (ida y vuelta). El clasificado se define de acuerdo al marcador global de la serie.

## Equipos por departamento
| N.º | Departamento  | Equipos                                              |
| --- | ------------- | ---------------------------------------------------- |
| 4   | Managua       | Juventus FC, Managua FC, UNAN FC y CD Walter Ferreti |
| 2   | Nueva Segovia | ART Jalapa y CD Ocotal                               |
| 1   | Carazo        | Diriangén FC                                         |
| 1   | Estelí        | Real Estelí FC                                       |
| 1   | Madriz        | Real Madriz FC                                       |
| 1   | Matagalpa     | H&H Export Sébaco                                    |

## Ascenso y descenso
| Pos  | a la Segunda División de Nicaragua |
| ---- | ---------------------------------- |
| 10º  | CD Junior                          |
| Rep. | Chinandega FC                      |

| Pos  | a la Liga Primera |
| ---- | ----------------- |
| 1º   | UNAN FC           |
| Rep. | H&H Export Sébaco |

## Información de los equipos
| Equipo            | Entrenador         | Ciudad                | Estadio                        | Capacidad | Fundación       |
| ----------------- | ------------------ | --------------------- | ------------------------------ | --------- | --------------- |
| ART Jalapa        | Carlos Martino     | Jalapa, Nueva Segovia | Estadio Alejandro Ramos Turcio | 2.000     | 2011 (14 años)  |
| CD Ocotal         | Mario Alfaro       | Ocotal, Nueva Segovia | Estadio Roy Fernando Bermúdez  | 1.500     | 2002 (23 años)  |
| Diriangén FC      | Flavio Da Silva    | Diriamba, Carazo      | Estadio Cacique Diriangén      | 7.000     | 1917 (108 años) |
| H&H Export Sébaco | Jorge Luis Vanegas | Sébaco, Matagalpa     | Estadio de Fútbol de Matagalpa | 1.800     | 2018 (7 años)   |
| Juventus FC       | Óscar Blanco       | Managua               | Estadio Olímpico del IND       | 8.000     | 1977 (48 años)  |
| Managua FC        | Emilio Aburto      | Managua               | Estadio Nacional               | 20.000    | 2006 (19 años)  |
| Real Estelí FC    | José Luis Trejo    | Estelí                | Estadio Independencia          | 9.000     | 1961 (64 años)  |
| Real Madriz FC    | Carlos Matamoros   | Somoto, Madriz        | Estadio Solidaridad            | 2.500     | 1996 (29 años)  |
| UNAN FC           | Daniel García      | Managua               | Estadio Nacional               | 20.000    | 1996 (29 años)  |
| CD Walter Ferreti | Henry Urbina       | Managua               | Estadio Nacional               | 20.000    | 1987 (38 años)  |

## Fase de clasificación

### Tabla de posiciones
| Pos. | Equipo            | Pts. | PJ | G  | E | P  | GF | GC | Dif. | Clasificación                 |
| ---- | ----------------- | ---- | -- | -- | - | -- | -- | -- | ---- | ----------------------------- |
| 1    | Diriangén FC      | 37   | 18 | 11 | 4 | 3  | 41 | 17 | +24  | Clasificado a las semifinales |
| 2    | Real Estelí FC    | 32   | 18 | 9  | 5 | 4  | 37 | 21 | +16  | Clasificado a las semifinales |
| 3    | CD Walter Ferreti | 30   | 18 | 9  | 3 | 6  | 36 | 21 | +15  | Clasificado al repechaje      |
| 4    | Managua FC        | 27   | 18 | 8  | 3 | 7  | 26 | 22 | +4   | Clasificado al repechaje      |
| 5    | Juventus FC       | 23   | 18 | 7  | 2 | 9  | 24 | 25 | −1   | Clasificado al repechaje      |
| 6    | H&H Export Sébaco | 23   | 18 | 5  | 8 | 5  | 30 | 36 | −6   | Clasificado al repechaje      |
| 7    | ART Jalapa        | 23   | 18 | 6  | 5 | 7  | 13 | 26 | −13  |                               |
| 8    | UNAN FC           | 20   | 18 | 4  | 8 | 6  | 21 | 30 | −9   |                               |
| 9    | CD Ocotal         | 17   | 18 | 4  | 5 | 9  | 12 | 23 | −11  |                               |
| 10   | Real Madriz FC    | 14   | 18 | 3  | 5 | 10 | 10 | 29 | −19  |                               |

Actualizado a los partidos jugados el 1 de mayo de 2022.
 Fuente: Soccerway

## Repechaje
| 5 de mayo de 2022, 20:00                       | CD Walter Ferreti   | 1:0 (1:0) | H&H Export Sébaco | Estadio Nacional, Managua   |                             |
|                                                | Ezequiel Ugalde 40' | Reporte   |                   | Árbitro(s): Nitzar Sandoval | Árbitro(s): Nitzar Sandoval |
| El Walter Ferreti clasifica a las semifinales. |                     |           |                   |                             |                             |

| 5 de mayo de 2022, 23:00                | Managua FC                                                             | 4:3 (2:1) | Juventus FC                                | Estadio Nacional, Managua |                          |
|                                         | Nahúm Peralta 2', 42' · Christiam Quinto 61' · Rodrigo Bronzatti a.g.' | Reporte   | Junior Arteaga 34', 45' · Mário Dávila 67' | Árbitro(s): Félix Mojica  | Árbitro(s): Félix Mojica |
| El Managua clasifica a las semifinales. |                                                                        |           |                                            |                           |                          |

## Fase final

### Semifinales

#### Partidos de ida
| 8 de mayo de 2022, 19:00 | CD Walter Ferreti                      | 2:3 (2:1) | Real Estelí FC                                               | Estadio Nacional, Managua |                         |
|                          | Francisco Ramos 9' · Taufic Guarch 22' | Reporte   | Henry Niño 42' (a.g.) · Igor Neves 60' · Brandon Ayerdis 75' | Árbitro(s): Jorge Ojeda   | Árbitro(s): Jorge Ojeda |

| 8 de mayo de 2022, 23:00 | Managua FC        | 1:1 (0:1) | Diriangén FC     | Estadio Nacional, Managua   |                             |
|                          | Nahúm Peralta 54' | Reporte   | Luis Coronel 10' | Árbitro(s): Ricardo Mendoza | Árbitro(s): Ricardo Mendoza |

#### Partidos de vuelta
| 11 de mayo de 2022, 22:00                | Real Estelí FC | 0:2 (0:0) (t. s.) | CD Walter Ferreti                           | Estadio Independencia, Estelí |                          |
|                                          |                | Reporte           | Francisco Ramos 79' · Bismarck Montiel 119' | Árbitro(s): Félix Mojica      | Árbitro(s): Félix Mojica |
| El Walter Ferretti clasifica a la final. |                |                   |                                             |                               |                          |

| 11 de mayo de 2022, 23:00          | Diriangén FC      | 1:0 (0:0) (t. s.) | Managua FC | Estadio Cacique Diriangén, Diriamba |                         |
|                                    | Jaime Moreno 118' | Reporte           |            | Árbitro(s): Jorge Ojeda             | Árbitro(s): Jorge Ojeda |
| El Diriangén clasifica a la final. |                   |                   |            |                                     |                         |

### Final

#### Partido de ida
| 15 de mayo de 2022, 22:00 | CD Walter Ferreti | 0:2 (0:2) | Diriangén FC         | Estadio Nacional, Managua   |                             |
|                           |                   | Reporte   | Jaime Moreno 7', 27' | Árbitro(s): Ricardo Mendoza | Árbitro(s): Ricardo Mendoza |

#### Partido de vuelta
| 21 de mayo de 2022, 21:00 | Diriangén FC | 0:2 (0:1) (t. s.)(4:2 p.) | CD Walter Ferreti                       | Estadio Cacique Diriangén, Diriamba |                         |
|                           |              | Reporte                   | Taufic Guarch 13' · Ezequiel Ugalde 70' | Árbitro(s): Jorge Ojeda             | Árbitro(s): Jorge Ojeda |

| Bandera del departamento de Carazo |
| Campeón Diriangén FC               |
| 30.° título                        |

## Goleadores
Actualizado el 21 de mayo de 2022.
| Pos. | Jugador           | Equipo            | Goles |
| ---- | ----------------- | ----------------- | ----- |
| 1.º  | Jaime Moreno      | Diriangén         | 15    |
| 2.º  | Luis Galeano      | H&H Export Sébaco | 14    |
| 3.º  | Dshon Forbes      | Walter Ferreti    | 10    |
| 4.º  | Junior Arteaga    | Juventus          | 10    |
| 5.º  | Anderson Treminio | UNAM Managua      | 8     |
| 6.º  | Robinson da Silva | Diriangén         | 7     |
| 7.º  | Francisco Ramos   | Walter Ferretti   | 7     |

## Promoción de ascenso
| 8 de junio de 2022, 22:00 | CD Junior                                  | 3:1 (1:0) | ART Jalapa         | Estadio Nacional, Managua |                          |
|                           | Josué Medina 25', 51' · Pedro Espinoza 67' | Reporte   | Yesser Herrera 85' | Árbitro(s): Odanel Velez  | Árbitro(s): Odanel Velez |

| 12 de junio de 2022, 21:00 | ART Jalapa                                                                 | 4:0 (2:0) | CD Junior | Estadio Alejandro Ramos Turcio, Jalapa |                          |
|                            | Jesser Herrera 15' · Bernardo Laureiro 41', 108' · Jhersinio López 120+14' | Reporte   |           | Árbitro(s): Óscar Dávila               | Árbitro(s): Óscar Dávila |

## Tabla general
| Pos. | Equipo            | Pts. | PJ | G  | E  | P  | GF | GC | Dif. | Clasificación               |
| ---- | ----------------- | ---- | -- | -- | -- | -- | -- | -- | ---- | --------------------------- |
| 1    | Diriangén FC      | 75   | 36 | 23 | 6  | 7  | 79 | 37 | +42  |                             |
| 2    | Real Estelí FC    | 70   | 36 | 21 | 7  | 8  | 78 | 42 | +36  |                             |
| 3    | CD Walter Ferreti | 58   | 36 | 17 | 7  | 12 | 76 | 49 | +27  |                             |
| 4    | Managua FC        | 58   | 36 | 17 | 7  | 12 | 57 | 37 | +20  |                             |
| 5    | Juventus FC       | 45   | 36 | 13 | 6  | 17 | 45 | 52 | −7   |                             |
| 6    | H&H Export Sébaco | 41   | 36 | 9  | 14 | 13 | 56 | 69 | −13  |                             |
| 7    | CD Ocotal         | 40   | 36 | 10 | 10 | 16 | 31 | 51 | −20  |                             |
| 8    | UNAN FC           | 37   | 36 | 8  | 13 | 15 | 44 | 68 | −24  |                             |
| 9    | ART Jalapa        | 37   | 36 | 9  | 10 | 17 | 25 | 59 | −34  | Promocion de descenso       |
| 10   | Real Madriz FC    | 35   | 36 | 9  | 8  | 19 | 34 | 61 | −27  | Descenso a Segunda División |

Actualizado a los partidos jugados el 1 de mayo de 2022.
 Fuente: [? ]